# Acacia salicina
La acacia de hoja de sauce (Acacia salicina) es una especie de árbol nativo de Australia.

## Distribución

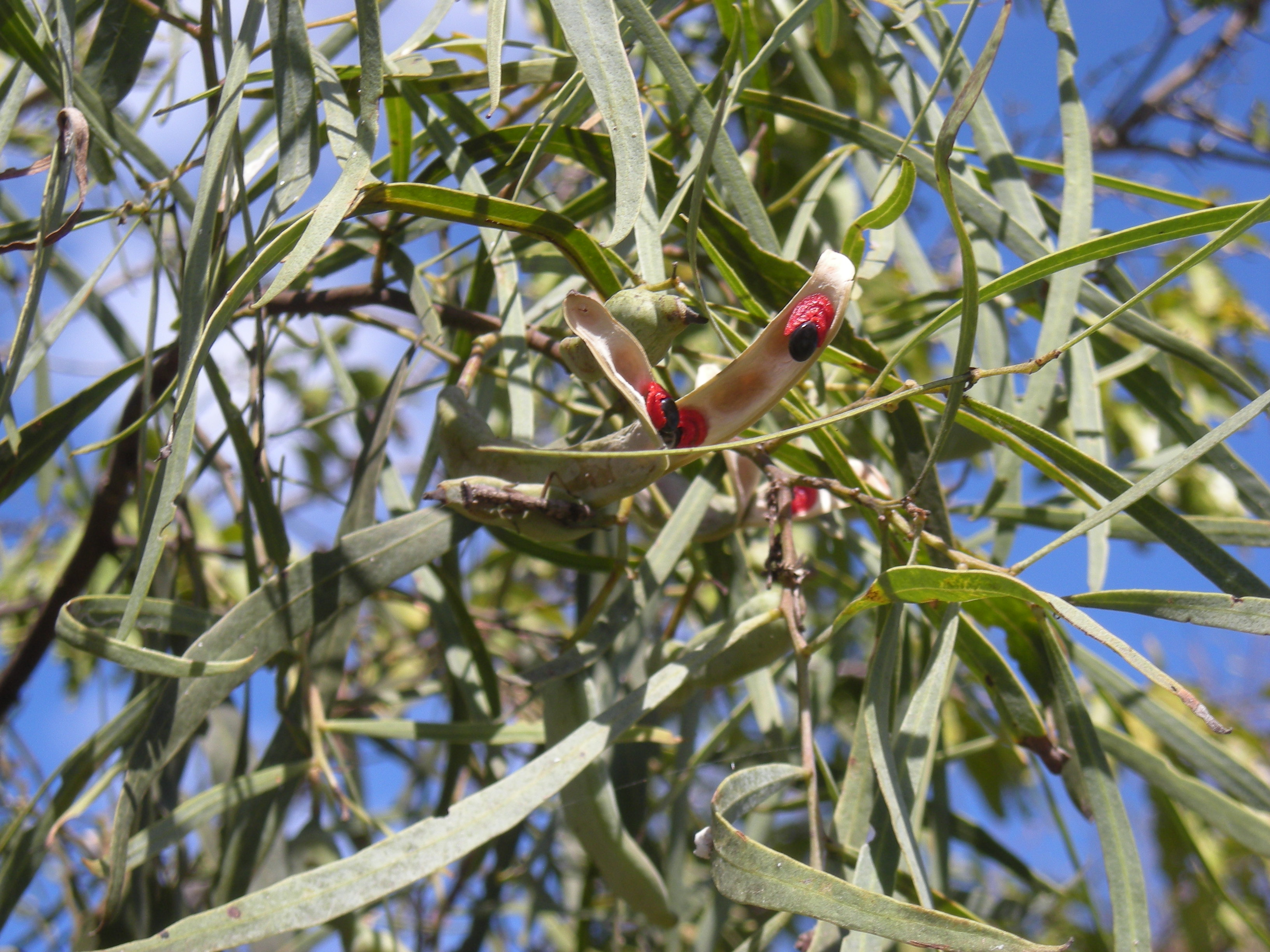
Detalle de las hojas y el fruto.

Es una especie nativa de Australia que ha sido introducida en otras partes del mundo. Está presente en la isla canaria de Fuerteventura, donde está considerada una especie exótica invasora.